# ميغيل إسبانا
ميغيل إسبانا غارسيس (من مواليد 31 يناير 1964): لاعب كرة قدم ومدرب مكسيكي سابق. لعب في نادي يونيفيرسيداد ناسيونال، وتولى منصب المدرب بعد تنحى هوغو سانشيز من منصبه. قاد الفريق إلى كوبا سود أمريكانا 2005 وخسر المباراة النهائية. لعب إسبانا أيضا في كأس العالم 1986 لكرة القدم ضمن تشكيلة المنتخب المكسيكي. حاليا يدرب فريق بوريكوس سارشجيز لكرة القدم في الجامعة التكنلوجية في مقاطعة دي مونتيري في مكسيكو.
خاض إسبانا 81 مباراة وسجل هدفين للمنتخب المكسيكس من 1984 إلى 1994.

## مسيرته الكروية
لعب ميغيل إسبانا خلال مسيرته الاحترافية مع 3 أندية في واحد وعشرين موسمًا وسجل خلالها 9 أهداف في 569 مباراة. ولم يفز بأي موسم بالكأس وفاز ثلاثة مواسم بالدوري.
خاض ميغيل إسبانا مسيرته مع نادي أونيفرسيداد ناسيونال في موسم 1983–84 في المرة الأولى ليلعب معه أحد عشر موسماً ثم في موسم 2000–01 واستمر معه طيلة ثلاثة مواسم، مشاركًا طوالها في 369 مباراة سجل خلالها 8 أهداف. ثم انتقل إلى نادي تايجرز أونال في موسم 1994–95 لمدة موسم واحد، حيث شارك في 33 مباراة ولم يسجل أي هدف. لينتقل بعدها إلى نادي سانتوس لاغونا في موسم 1995–96 ليلعب معه ستة مواسم، مشاركًا في 167 مباراة سجل خلالها هدفا وحيدًا.

## وصلات خارجية
- ميغيل إسبانا على موقع الاتحاد الدولي (مؤرشف)  (الإنجليزية)
- ميغيل إسبانا على موقع قاعدة بيانات كرة القدم.إي يو (الإنجليزية)
- ميغيل إسبانا على موقع ناشيونال فوتبول تيمز (الإنجليزية)
- ميغيل إسبانا على موقع Soccerway.com (الإنجليزية)
- ميغيل إسبانا على موقع عالم كرة القدم.نت (الإنجليزية)